# Luca della Robbia
Luca della Robbia (/ˌdɛlə ˈrɒbiə/, de asemenea SUA: /- ˈroʊb-/,[1][2][3] Italiană: [ˈluːka della ˈrobbja, - ˈrɔb-]; n. iulie 1399, Florența, Republica Florentină – d. 10 februarie 1482, Florența, Republica Florentină) a fost un sculptor italian din Florența. Della Robbia este remarcat pentru statuara sa colorată din teracotă, smălțuită cu tablă, o tehnică pe care a inventat-o și a transmis-o nepotului său Andrea della Robbia și strănepoților Giovanni della Robbia și Girolamo della Robbia. Deși un sculptor de frunte în piatră, el a lucrat în principal în teracotă, după ce și-a dezvoltat tehnica la începutul anilor 1440.[4] Atelierul său mare a produs atât lucrări mai ieftine turnate din matrițe în versiuni multiple, cât și piese unice modelate individual mai scumpe.
Glazurile vibrante, policrome au făcut creațiile sale mai durabile și mai expresive.[4] Opera sa este remarcată mai degrabă pentru farmecul său decât pentru dramatismul operei unora dintre contemporanii săi. Două dintre lucrările sale celebre sunt Nașterea Domnului (c. 1460) și Madona cu Pruncul (c. 1475). În piatră, cea mai faimoasă lucrare a sa este și prima sa comisie majoră, galeria corului, Cantoria din Catedrala din Florența (1431–1438).[5]
Della Robbia a fost lăudat de compatriotul său Leon Battista Alberti pentru un geniu comparabil cu cel al sculptorilor Donatello și Lorenzo Ghiberti, al arhitectului Filippo Brunelleschi și al pictorului Masaccio. Clasându-l printre artiștii contemporani de această statură, Alberti ne amintește de interesul și forța lucrării lui Luca în marmură și bronz, precum și în teracotele asociate întotdeauna cu numele său.[5]